# Fergusonina scutellata
Fergusonina scutellata är en tvåvingeart som beskrevs av Malloch 1925. Fergusonina scutellata ingår i släktet Fergusonina och familjen Fergusoninidae. Inga underarter finns listade i Catalogue of Life.